# Rupt-devant-Saint-Mihiel
Rupt-devant-Saint-Mihiel é uma comuna francesa na região administrativa de Grande Leste, no departamento de Meuse. Estende-se por uma área de 6,32 km². Em 2010 a comuna tinha 53 habitantes (densidade: 8,4 hab./km²).